# Полет 152 на „Гаруда Индонезия“
Полет 152 на „Гаруда Индонезия“ е редовен вътрешен полет от международното летище Сукарно-Хата, Тангеранг, до международното летище Полония, Медан, Индонезия, управляван от „Гаруда Индонезия“. На 26 септември 1997 г. самолетът „Еърбъс A300B4-220“, който изпълнява полета, се разбива в планински гори близо до село Буах Набар, Сиболангит и убива всичките 222 пътници и 12 членове на екипажа на борда. Това е най-смъртоносната авиационна катастрофа в историята на Индонезия.
48 от телата, извадени от катастрофата, така и не са идентифицирани и са погребани в масов гроб в гробище извън летище Полония в Медан, където са погребани и 61 жертви на катастрофата на „Гаруда Фокър F28“ през 1979 г. Останалите 186 тела са идентифицирани и върнати на семействата им за лично погребение.
Причините за катастрофата според официалния доклад на Националния комитет по безопасност на транспорта са объркване на екипажа „...по отношение на посоката на завиване на ляв завой вместо десен завой в критична позиция по време на радарно векторизиране...“, като това кара самолета да се спуска под зададената надморска височина. Докладът критикува обучението на пилоти, които летят както на моделите A300-600, така и на A300B4-FF. Приносът за инцидента е и повреда на системата за предупреждение за близост до земята по неопределени причини и неадекватните векторни карти, използвани в Медан.
Заведени са няколко дела, свързани с жертвите, но техните защитници не успяват да докажат твърденията си, че производителят на системата за предупреждение за близост до земята е наясно с недостатъците в планински терен повече от десетилетие. Близо шест години след катастрофата споровете са решени извън съда, като на седем от жертвите са платени обезщетения в размер на 4 млн. щ.д., без компанията да поема отговорност. „Гаруда Индонезия“ не е съдена, но плаща около 20 хил. щ.д. на семействата на загиналите.